# Tommaso Ginoble
Tommaso Ginoble (Roseto degli Abruzzi, 29 aprile 1953) è un politico italiano.

## Biografia
È stato una importante figura sportiva del Roseto Sharks e della Nazionale Italiana Juniores.
Di professione Agente Assicurativo dapprima per le compagnie Riunite di Assicurazione e dal 1994 per il Gruppo AXA, ha conseguito il diploma di istituto tecnico per geometri.

### Attività politica
Dal 1985 al 1997 è stato vicesindaco e assessore ai Lavori Pubblici e all'Urbanistica al Comune di Roseto Degli Abruzzi, in provincia di Teramo.
Dal 1995 al 2002 è stato segretario provinciale teramano del Partito Popolare Italiano.
Nel 2000, candidato dei Popolari, è eletto Consigliere regionale in Abruzzo con 6.860 voti rivestendo le funzioni di Consigliere Segretario dell'Ufficio di Presidenza del Consiglio e di componente della II Commissione Consiliare “Governo del territorio Lavori Pubblici; della IV Commissione “Industrie, Commercio e Turismo; della V Commissione “Affari Sociali e Tutela della salute” e VI Commissione “Politiche Europee”. Nelle elezioni regionali nel 2005, candidato della Margherita, viene rieletto con oltre 11.547 voti e ha rivestito la carica di Assessore regionale alla Protezione Civile, ai Trasporti ed alle Politiche Regionali per la Mobilità Sostenibile nella giunta di Ottaviano Del Turco.
Il 14 giugno 2007 si candida a Segretario regionale del neonato Partito Democratico ma è battuto dall'allora Sindaco di Pescara Luciano D'Alfonso che vince in tutte le quattro province (dall'85% in Provincia di Pescara al 52% in Provincia di Teramo, "feudo" di Ginoble).
Eletto per la prima volta alla Camera nel 2008 nella Circoscrizione XVI Abruzzo con il Partito Democratico, è componente della commissione Ambiente.
Dopo aver vinto le primarie del Partito Democratico nella provincia di Teramo, viene eletto per la seconda volta alla Camera dopo le elezioni politiche del 2013, sempre nella Circoscrizione XVI Abruzzo, divenendo in seguito segretario della commissione Ambiente di Montecitorio.
Il 15 maggio 2014 ha votato insieme ai sei colleghi Maria Gaetana Greco, Maria Tindara Gullo, Gero Grassi, Maria Amato, Paola Bragantini e l'ex Ministro Giuseppe Fioroni contro il via libera all'arresto di Francantonio Genovese, andando contro la decisione del proprio partito.
Il 25 settembre 2015 presso l'Abbazia Celestiniana di Sulmona sovrintende alla firma della convenzione tra l'Agenzia per l'Energia CasaClima di Bolzano ed il Parco Nazionale della Majella.
Ha lavorato per importare nella regione Abruzzo dalla Provincia di Bolzano il metodo di certificazione energetica degli edifici presentato nel 2002 in ottemperanza a quanto già licenziato dalla Comunità economica europea come Direttiva Cee 2002/91/Ce, che, a seguito del protocollo di Kyoto, tratta la questione della certificazione energetica degli edifici.
Termina il proprio mandato parlamentare nel 2018.